# إيفان ساذرلاند
إيفان ساذرلاند (بالإنجليزية: Ivan Sutherland)‏ هو مجدف نيوزيلندي، ولد في 15 سبتمبر 1950 في بلنهيم في نيوزيلندا.

## وصلات خارجية
- إيفان ساذرلاند على موقع الاتحاد الدولي للتجديف (الإنجليزية)
- إيفان ساذرلاند على موقع اللجنة الأولمبية الدولية (الإنجليزية)
- إيفان ساذرلاند على موقع أوليمبيديا (الإنجليزية)
- إيفان ساذرلاند على موقع اللجنة الأولمبية النيوزيلندية (الإنجليزية)